# Atelopus petersi
Atelopus petersi es una especie de anfibios de la familia Bufonidae.
Es endémica de Ecuador.
Su hábitat natural incluye montanos secos y ríos.
Está amenazada de extinción por la pérdida de su hábitat natural y probablemente extinta. No se ha visto ningún ejemplar desde la década de 1980.